# غوتاما دوتا
غوتاما دوتا (28 أكتوبر 1973 في الهند - ) هو لاعب كريكت هندي. لعب مع Assam cricket team ‏.

## وصلات خارجية
- غوتاما دوتا على موقع إي آس بي آن كريك إنفو (الإنجليزية)